# Emma Meyer
Emma Eleonore Meyer, född 20 augusti 1859 i Flensborg, död 8 oktober 1921 på Frederiksberg, var en dansk målare.
Emma Meyer, som var dotter till assessor Fritz Meyer och Marie Frederikke Dalberg, utbildade sig på Emilie Mundts och Marie Luplaus tecknings- och målarskola för kvinnor och senare som elev till Harald Foss och Peder Severin Krøyer.
Meyer målade främst landskapsmotiv från trakten runt Silkeborg samt blomsterbilder och enstaka porträtt. Hennes Et Interieur fra den Kgl. Porcellainsfabrik ställdes ut på Charlottenborg år 1895 och köptes in av konstföreningen. Hon ställde ut flera gånger på Charlottenborgs vårutställning åren 1885–1921 och på Kvindernes Udstilling år 1895 i Köpenhamn.
Meyer fick Kunstakademiets stipendium 1895–1896 och Louise Ravn-Hansens stipendium på livstid år 1916. Hon reste flera gånger utomlands på kortare resor och år 1901 fick hon Frederik Sødrings uppmuntringspris.
Emma Meyer är avbildad på Emilie Mundts målning Efter hjemkomsten, som skildrar ett möte mellan danska konstnärer. Målningen finns på Randers Kunstmuseum.
Hon är representerad på bland annat Vejle Kunstmuseum.

## Galleri

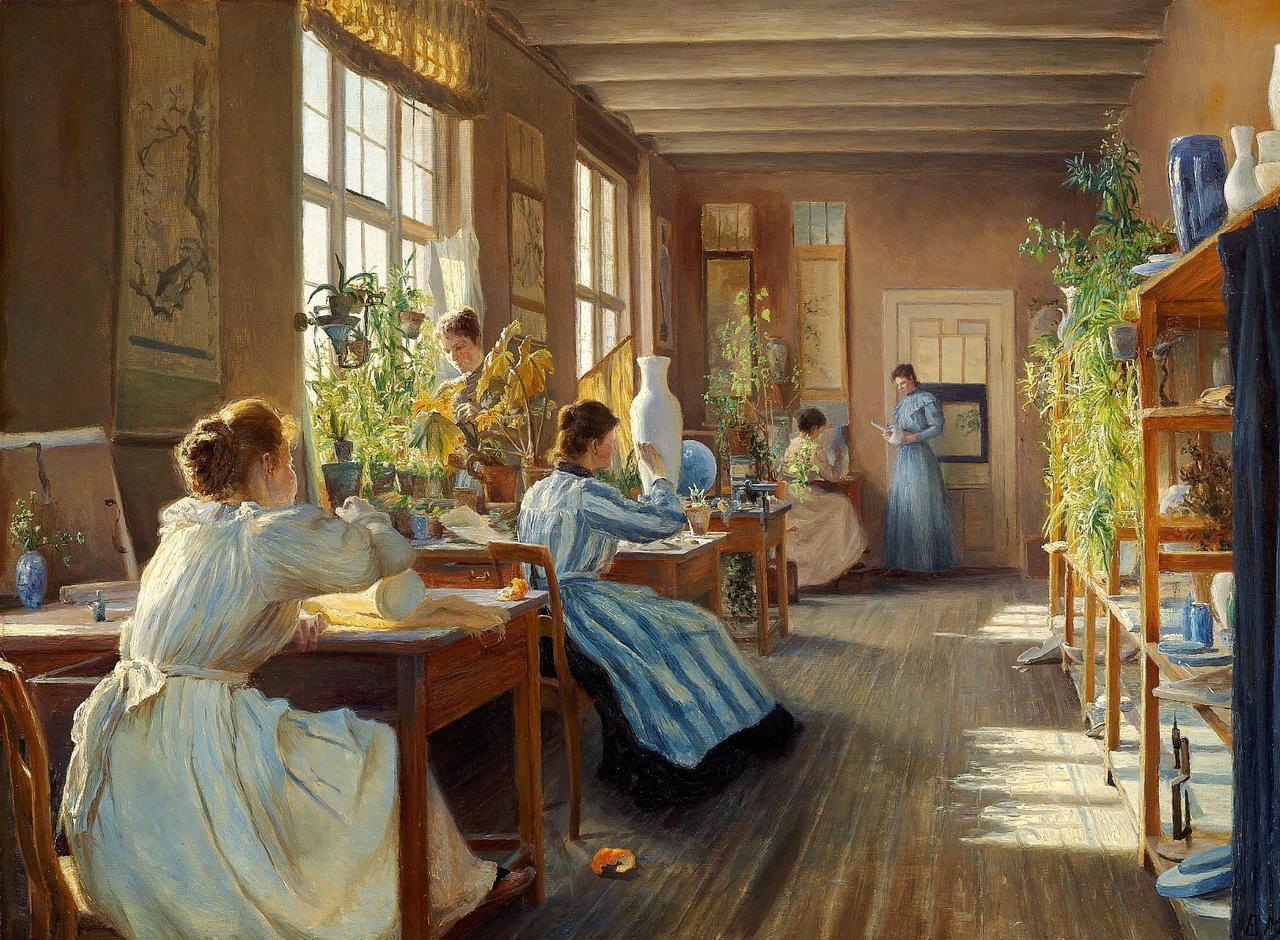
Kvinnliga dekoratörer på Den kongelige Porcelainsfabrik, 1895.
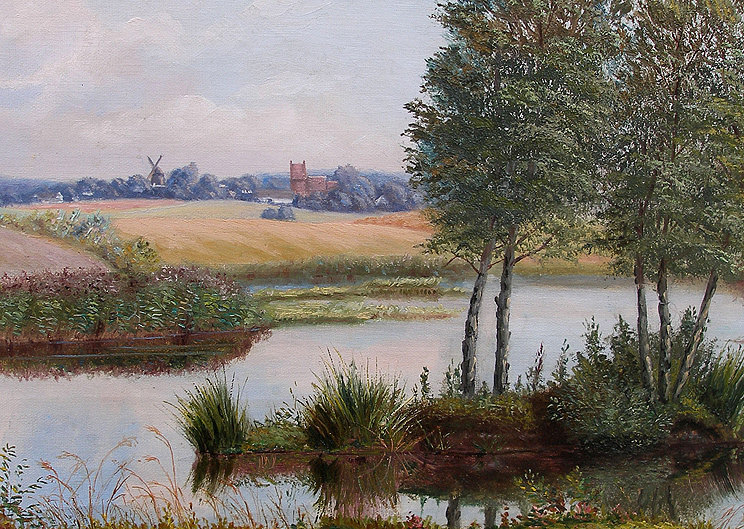
Utsikt över Allerød sø, 1894.
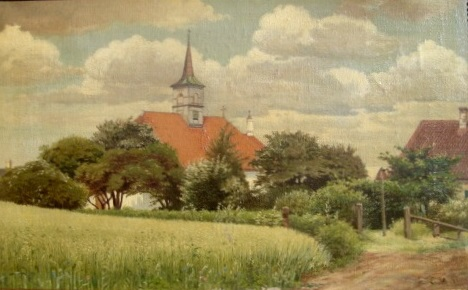
Hornbæk kirke, 1912.